# (52341) Ballmann
(52341) Ballmann est un astéroïde de la ceinture principale.

## Description
(52341) Ballmann est un astéroïde de la ceinture principale. Il fut découvert le 21 septembre 1992 à Tautenburg par Lutz Dieter Schmadel et Freimut Börngen. Il présente une orbite caractérisée par un demi-grand axe de 2,79 UA, une excentricité de 0,15 et une inclinaison de 9,6° par rapport à l'écliptique.

## Compléments